# Maison, 38 rue de Bourgogne
La maison, 38 rue de Bourgogne est située à Moulins (France).

## Localisation
La maison est située sur la commune de Moulins, dans le département de l'Allier, en région Auvergne-Rhône-Alpes.

## Description
Maison du XVIIIe siècle ayant conservé sa façade intacte. Recouverte d'un toit à la Mansart, elle présente trois niveaux : le rez-de-chaussée avec cinq ouvertures. Les fenêtres du deuxième niveau, comme celles du rez-de-chaussée, ont leur chambranle en parement, et le linteau en segment suivant la tradition du XVIIIe siècle. Les deux niveaux sont surmontés d'une corniche. Le mur présente une alternance de grès et de brique polychrome bourbonnaise.

## Historique
La maison est inscrite partiellement au titre des monuments historiques par arrêté du 30 mai 1984.

## Protection
Éléments protégés : la façade et la toiture sur rue.

## Galerie

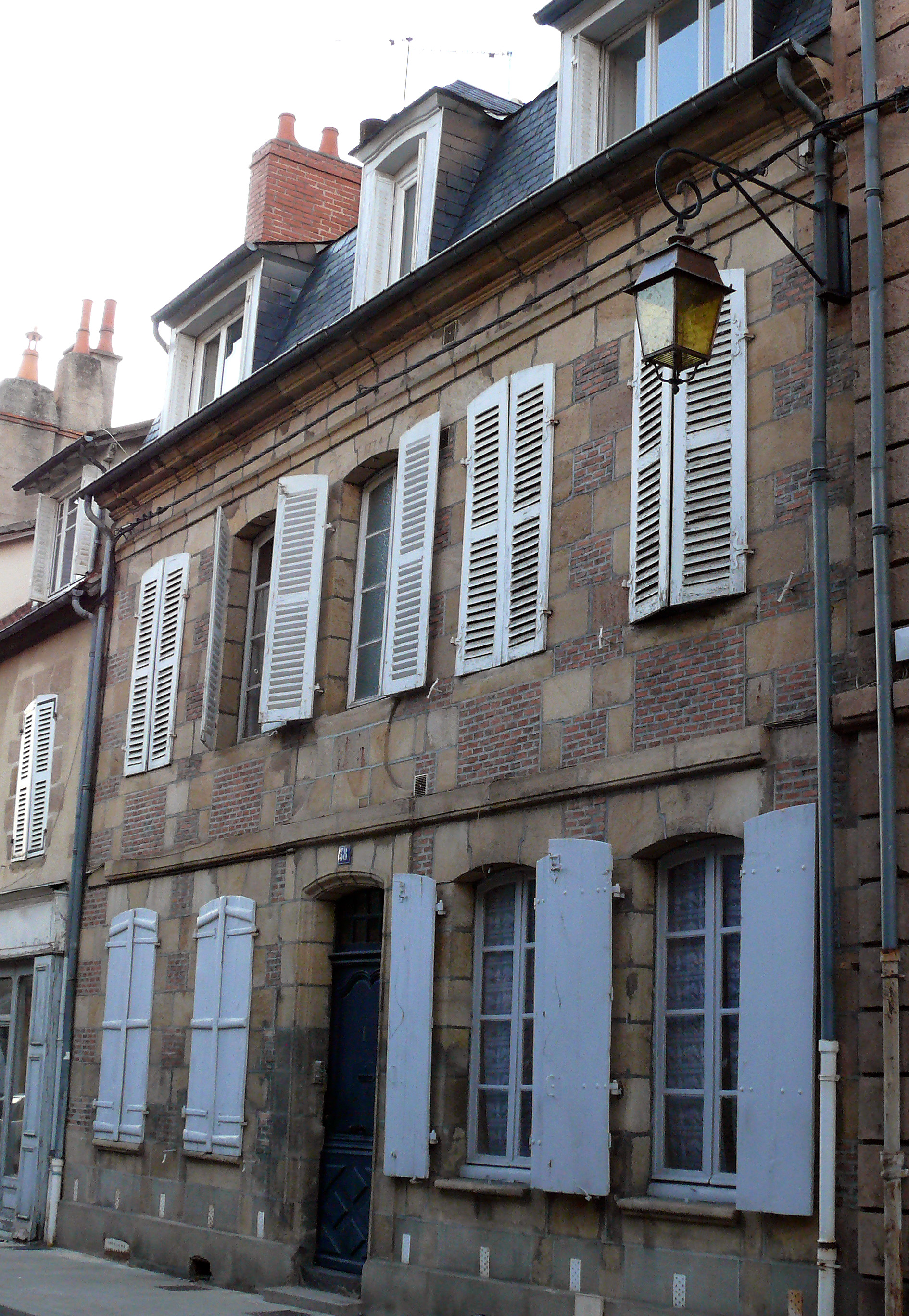
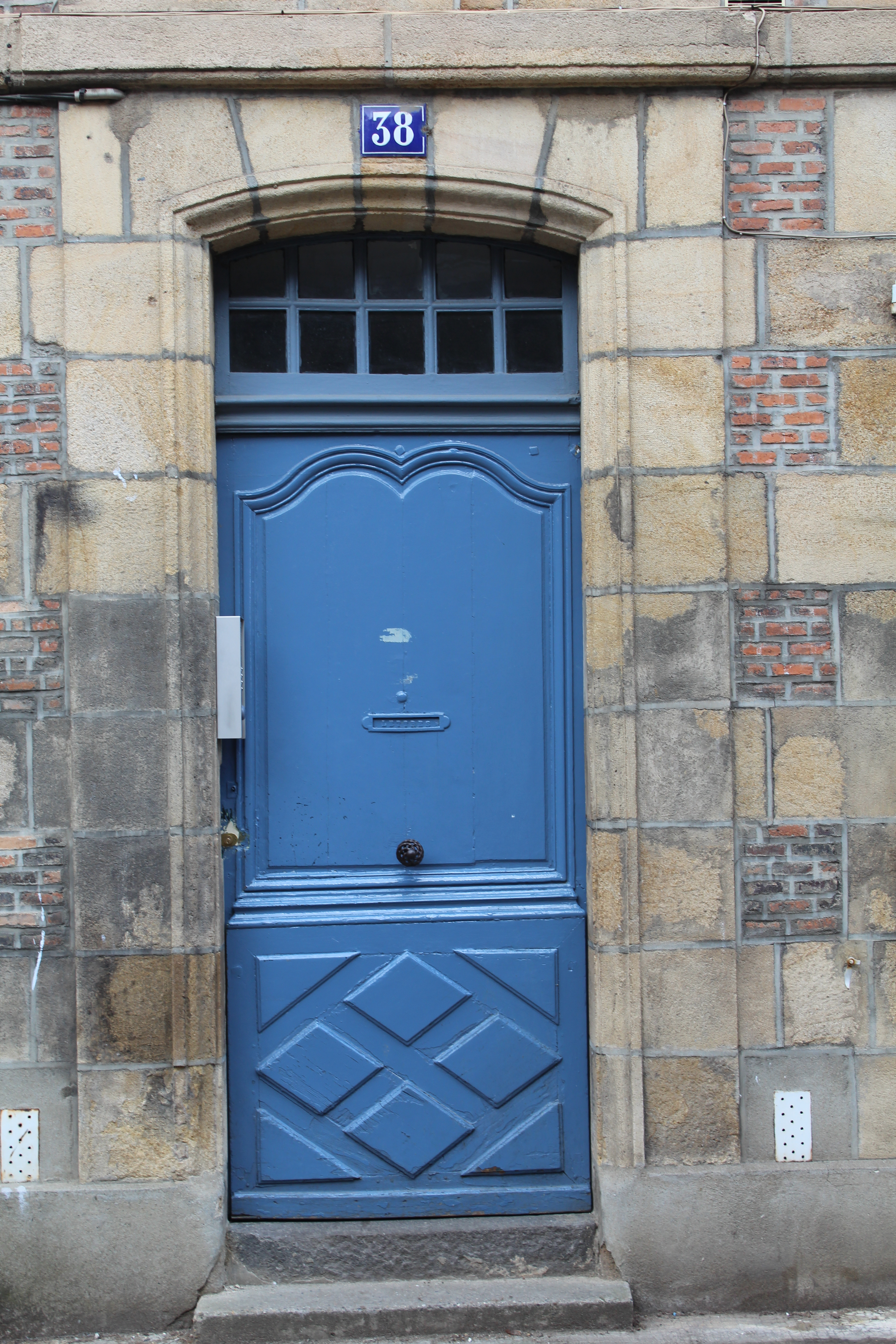
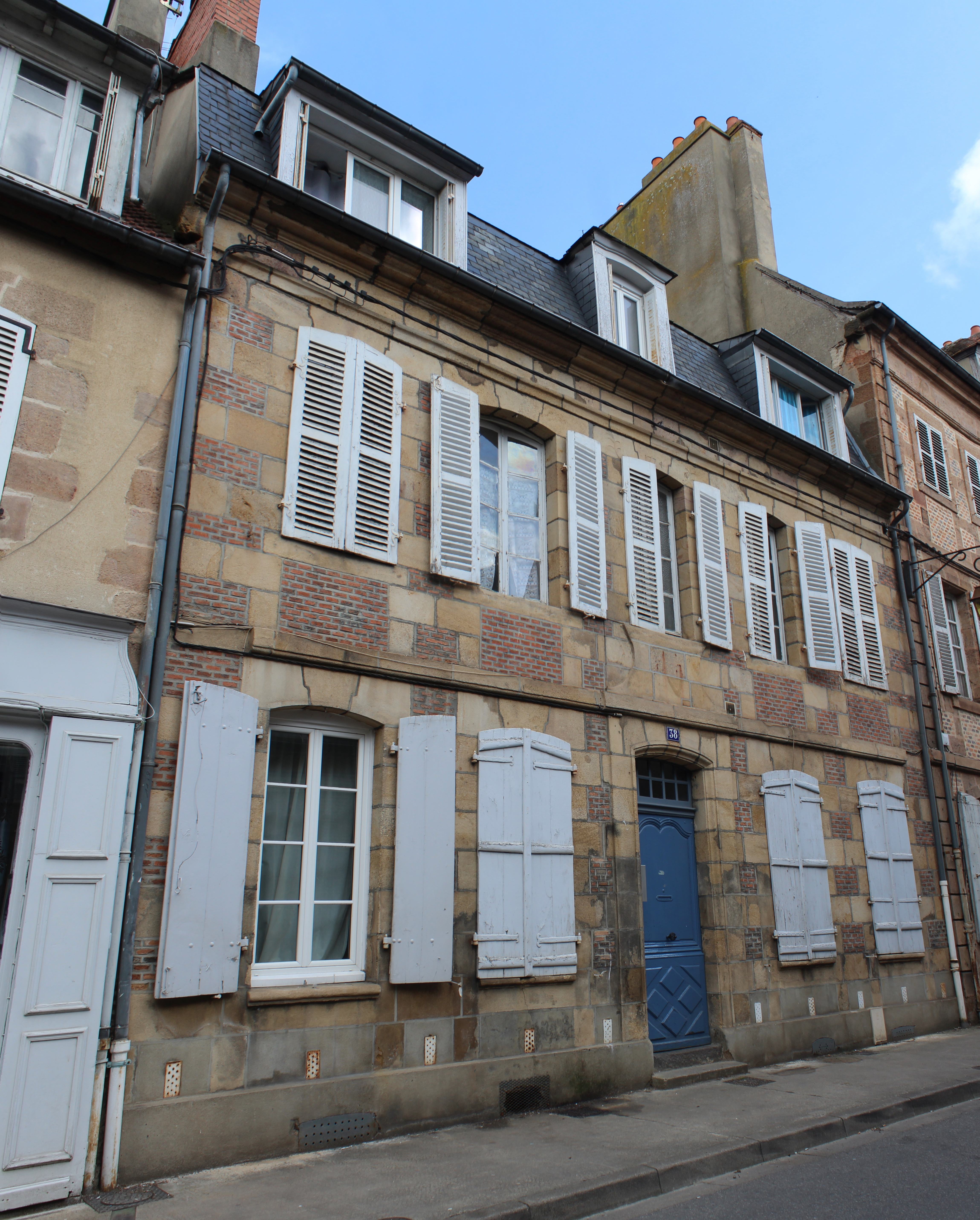